# Андросова, Наталья Николаевна
Ната́лья Никола́евна Андро́сова, урождённая княжна Наталья Алекса́ндровна Исканде́р (2 февраля 1917, Петроград, Российская империя — 25 июля 1999, Москва, Россия) — советская цирковая артистка, выступавшая в мотоциклетном аттракционе в московском Парке Горького; мастер спорта СССР. Праправнучка императора Николая I по линии Константиновичей (потомков великого князя Константина Николаевича). В годы Великой Отечественной войны — водитель грузовых и легковых автомобилей. Наталья и её брат Кирилл были единственными потомками Романовых по мужской линии, оставшимися жить в СССР после Революции 1917 года и Гражданской войны.

## Происхождение
Отец Натальи — князь Александр Николаевич Искандер, морганатический сын великого князя Николая Константиновича, ротмистр Русской императорской армии. Мать — Ольга Иосифовна Роговская (1893—1962), дочь статского советника Иосифа Станиславовича Роговского и Ольги Петровны Персидской. Александр Николаевич был сыном Константина Николаевича, младшего сына российского императора Николая I. Таким образом, Наталья Александровна (Наталья Николаевна) была праправнучкой Николая I и относилась к ветви Константиновичей Российской Императорской Фамилии, начинающейся с великого князя Константина Николаевича, и была представительницей княжеского рода Искандер. Потомки Николая Константиновича не имели никаких прав на престол, поскольку 17 августа 1877 года великий князь был лишён титула и права на престолонаследие за вступление в брак и венчание без высочайшего позволения. Тремя годами ранее он был лишён всех наград и званий и выслан из Петербурга в связи с тем, что украл три бриллианта из оклада иконы, пытаясь приобрести подарок для авантюристки Фанни Лир (настоящее имя Гетти Блэкфорд).
В 1881 году император Александр III выслал Николая Константиновича в Ташкент, в Туркестанское генерал-губернаторство, где тот организовал строительство ирригационных сооружений и создание оросительной системы; в том же году к Николаю Константиновичу переехала его супруга Надежда Александровна фон Дрейер (1861—1929). За деятельность по развитию города Николай Константинович получил от жителей Туркестана прозвище «Искандер», ставшее фамилией, а родившиеся в Ташкенте его двое сыновей Артемий и Александр унаследовали эту фамилию. Надежда Александровна и её сыновья в дальнейшем проживали в Петербурге в доме на углу Каменноостровского проспекта и Большой Монетной улицы. Александр окончил Императорский Александровский лицей в 1911 году, в июне того же года женился на Ольге Иосифовне Роговской. Артемий умер от тифа в 1919 году. В дальнейшем на территории СССР осталось лишь двое из потомков Романовых по мужской линии — дети Александра Николаевича Искандера (Наталья и Кирилл). Остальные или эмигрировали, или умерли во время Гражданской войны и последующие предвоенные годы.

## Детские годы
Наталья Александровна Искандер родилась 2 февраля 1917 года в Петрограде, где двумя годами ранее родился её брат Кирилл. Она утверждала, что не помнила ничего из революционных событий того времени, но помнила, как отец держал её на руках. Почти всю жизнь её называли уменьшительно-ласкательным прозвищем «Таля». Таля была крещена в Крестовоздвиженской церкви: её крёстным отцом был дедушка, великий князь Николай Константинович. Находившийся вплоть до Февральской революции под надзором жандармов, в марте 1917 года он приехал из Ташкента в Петроград, чтобы встретиться с женой и двумя сыновьями. По свидетельствам очевидцев, когда девочку опускали в купель, она пронзительно закричала, а дед сказал, что его внучка будет «с характером». В канун падения Временного правительства он перевёз всю семью из Петрограда в Ташкент, а в феврале 1918 года его не стало после болезни. В дальнейшем Надежда Александровна неоднократно водила внуков Николая Константиновича на его могилу, но свою бабушку Таля боялась, поскольку та постоянно ворчала и требовала от внуков называть её исключительно «тётенькой Надей».
Отец Натальи Александр Николаевич в апреле 1918 года прибыл из Евпатории в Ташкент и устроился на службу в городской суд. 19 января 1919 года он поддержал восстание военкома Осипова, после подавления которого собрал офицерский партизанский отряд численностью 101 человек. С этим отрядом он прошёл через Бухару, Иран и пустыню Кара-Кум, соединившись с Туркестанской армией, а после её разгрома через Красноводск ушёл от большевиков на кораблях ВСЮР. С марта 1920 года он служил в Крыму, где командовал взводом в эскадроне, из Крыма он ушёл в Галлиполи, а оттуда через Афины переехал жить во Францию.
Дворец великого князя по завещанию перешёл в собственность города и был превращён в музей (в наши дни он является Домом приёмов МИД Узбекистана). Родственники князя были вынуждены переехать жить в сторожку в парке. По воспоминаниям Натальи Александровны, рядом с дворцом рос сад со множеством ореховых деревьев, который вскоре вырубили; неподалёку находился зверинец. Прожив в Ташкенте около 5 лет, в 1922 году Наталья с братом Кириллом и матерью перебрались в Москву. В 1924 году Ольга Иосифовна вышла замуж за ответственного служащего по финансовой части Николая Николаевича Андросова (1877—1936), который вписал Наталью и Кирилла в паспорт как своих детей, и таким образом Наталья Александровна Искандер стала Натальей Николаевной Андросовой.
Следы великокняжеского Тали происхождения были документально стёрты, что избавило их от многих неприятностей. В Москве семья поселилась в коммунальной квартире на Плющихе. Наталья (Таля) до четвёртого класса училась частным образом у двух сестёр, бывших преподавательниц гимназии. Таля была непоседливым ребёнком, но не испытывала какого-либо чувства страха: проживая на подмосковной даче, которую отчим снимал на лето, она вместе с местными мальчишками лазала по деревьям, ездила верхом на лошадях и водила их в ночное. В 1928 году Наталья познакомилась с Марией Фёдоровной, внучкой генерала Владимира фон Коха, который был комендантом кадетского корпуса в Ташкенте. Ольга Иосифовна, мать Натальи, была знакома с фон Кохом ещё по Ташкенту. В 1997 году Мария Фёдоровна благодаря журналу «Огонёк» впервые за долгие годы встретилась с Натальей. В 1929 году семья Натальи перебралась в подвал дома 30 на Арбате, где Таля прожила до 1970 года. Причиной переезда на Арбат стал донос соседа-партийца, который пытался таким образом присвоить себе квартиру Андросовых.

## Юность
Мама Тали была осторожным человеком, поэтому никогда не намекала своей дочери на её подлинное происхождение. При этом некоторые семейные фотографии всегда стояли в доме, однако Наталья знала только то, что на них изображены её некие родственники. Впервые правду о происхождении ей рассказали подруги матери — Ксения Апухтина, родственница поэта Алексея Апухтина, и пианистка Нина Бахрушина, племянница купца Алексея Бахрушина. После смерти отчима Николая семья жила бедно: мать работала машинисткой, перепечатывая рукописи на машинке, а для сохранения средств к существованию она закладывала вещи в ломбард. Таля окончила семь классов школы, демонстрируя отличные способности к грамматике, арифметике и черчению. Она занималась разной работой: выполняла чертёжные работы, участвовала в ликбезе, трудилась счетоводом, изготавливала табуретки, шила шляпы и тачала сапоги, а также научилась водить автомобиль. У Тали был музыкальный слух, и она неплохо танцевала, но у неё не было шансов получить образование ни в техникуме, ни в институте из-за происхождения.
Несмотря на смену паспортных данных, Наталья утверждала, что её происхождение было очевидно другим людям и все они догадывались, кто действительно был среди её родственников. С учётом этого спецслужбы начали вести за Натальей наблюдение и даже несколько раз вызывали в НКВД, предлагая сотрудничество. Наталья отказывалась под предлогом того, что не умеет составлять доносы и не хочет этому учиться. Со спецслужбами был связан один эпизод из её жизни: некий комсомолец, безответно влюблённый в Наталью, однажды потребовал от неё стать его девушкой, угрожая в случае отказа написать письмо на Лубянку. Наталья ответила категорическим отказом, отвесив юноше пощёчину: по её мнению, возмущённый кавалер всё же исполнил свою угрозу. В то же время спустя некоторое время он пришёл к ней и сказал, чтобы та срочно сожгла документы — Наталья вынуждена была сжечь родословные родителей и свидетельство о рождении, чтобы избежать плачевных последствий. Спустя много лет ей удалось восстановить ряд документов, в том числе и свидетельство о рождении. По словам писателя Юрия Нагибина, иногда Наталье даже приходилось уезжать из Москвы, чтобы избавиться от преследований.
Преподаватель Амхерст-колледжа Константин Плешаков утверждал, что с 1939 по 1953 годы Наталья якобы тайно сотрудничала с НКВД и упоминалась в документах под псевдонимом Лола: в её личном деле якобы была высокая оценка личных качеств самой Тали, близкая к лести. Доподлинно известно, что только в 1955 году спецслужбы прекратили вести слежку за княжной. Уникальным является тот факт, что Таля избежала каких-либо репрессий в СССР, несмотря на свою принадлежность к Романовым.

## Цирковая артистка

### Довоенные годы
Таля вступила в спортивное общество «Динамо», с 1930-х годов состояла в мотоциклетном клубе. Она участвовала в спортивном параде на Красной площади, на котором изображала статую дискобола; принимала участие в скачках и автогонках, получая разные призы. В 1939 году она начала работать в цирковом аттракционе «Гонки по вертикали» в Парке Горького вместе с мотогонщиком Александром Смирновым. Этот аттракцион, широко известный под названием «Стена смерти», основали трио американских гонщиков — Боб Кару, Дикси Дер и Китти О’Нель, которые успешно гастролировали по СССР, но в 1936 году были высланы из страны по подозрению в шпионаже в пользу Японии. По заявлению газеты «Советское искусство» за 1938 год, иностранцы уверяли, что для овладения номера требовалось несколько лет напряжённых тренировок, но Александру Смирнову удалось это сделать за два месяца.
Аттракцион строился на мебельной фабрике в подмосковном посёлке Богородск. Он представлял собой «бочку» (или циклодром) диаметров 8,5 м, по которой мотоциклисты ездили на скорости около 60 км/ч, исполняя различные трюки и испытывая при этом очень серьёзные перегрузки: малейшее отклонение при процедуре торможения или поворота могло привести к катастрофическим последствиям. По воспоминаниям Тали, при быстрой езде кровь отливала к ногам, в глазах темнело и возникало «дурнотное состояние». Согласно Леониду Лазареву и Ирине Зубовой, в первоначальной команде участников аттракциона были Александр Смирнов, Григорий Левитин, Наталья Андросова, Владимир Норман, Газарос Синихчанц, Леон Айказуни и Николай Мундингер; основу её составили участники московского мотоциклетного клуба на Никитском бульваре. В то же время Юнна Андросова писала, что Смирнов поначалу выступал на аттракционе вместе с Левитиным и актрисой театра и кино Зинаидой Смирновой, однако вскоре та получила травму. Кандидатуру Андросовой в качестве новой напарницы Смирнова предложил гонщик Александр Грингаут: Наталья подала заявление на участие в конкурсе и была принята.
Выступая на аттракционе, Таля ездила по вертикальной стене-бочке, исполняя крайне опасные трюки. В ходе одного из таких трюков Смирнов случайно потерял концентрацию и начал съезжать прямо перед Натальей, и только по счастливой случайности оба артиста уцелели: один из упавших мотоциклов тут же вспыхнул (по словам самой Тали, под ней «раза два» горел мотоцикл). Сохранились афиши о выступлениях Андросовой вместе со Смирновым и Мундингером.

### Великая Отечественная война
В начале Великой Отечественной войны Таля служила в армейской связи: будучи членом истребительного отряда, она и ещё двадцать парней работали курьерами и развозили на мотоциклах документы. Когда один из комиссаров попытался взять девушку силой, она подралась с ним, за что её выгнали из отряда. Тем не менее, Наталья продолжила службу уже в качестве водителя автомобиля: за рулём автомобиля Lincoln она развозила руководство «Разноэкспорта», пока оно не эвакуировалось из города в связи с приближением немцев. Наталья осталась в городе: как водитель грузовика-«полуторки», она возила днём хлеб на передовую, а ночью вывозила снег из Александровского сада для строительства оборонительных заграждений на подступах к Москве. За рулём Buick она развозила начальников Внешторга. Она активно участвовала в противовоздушной обороне города, туша «зажигалки» на арбатских крышах.
После того, как немцы были отброшены от Москвы, Таля вернулась в аттракцион, восстановленный в стенах цирка. 26 и 27 февраля 1944 года в московском Госкомцирке Главным управлением цирков Комитета по делам искусств при СНК был проведён смотр нового аттракциона «Мото-фигуристы», разработанного при участии Александра Смирнова и Николая Мундингера и предполагавшего использование специального стального каркаса, на котором выступали девушки-мотофигуристки. В номере приняли участие Наталья Андросова и Надежда Лазарева-Мундингер, жена Николая. 29 февраля 1944 артистам была объявлена благодарность и выписана денежная премия: Андросовой причиталась премия в размере 1 тысячи рублей за выдающийся вклад в создание новых номеров, а Смирнову — 3 тысячи рублей. После этого артисты отправились с гастролями в Архангельск, где выступали перед британскими и американскими моряками, доставлявшими грузы по ленд-лизу, а затем совершили гастроли в Кирове, Кемерово, Барнауле и Новосибирске.

### Послевоенные годы
Завораживая, манежа,

Свищет женщина по манежу!

Краги – красные, как клешни

Губы крашеные – грешны

Мчит торпедой

Горизонтальною,

Хризантему заткнув за талию!

Ангел атомный, амазонка!

Щеки вдавлены, как воронка

Мотоцикл над головой

Электрическою пилой.
Андрей Вознесенский. Начало стихотворения «Мотогонки по вертикальной стене»
Таля продолжила выступать в Парке Горького, удостоившись звания мастера спорта СССР по мотоциклетному спорту. Иногда она совершала до 20 заездов в день. В течение своей карьеры она неоднократно получала тяжёлые травмы, в том числе открытый перелом колена в одном из выступлений в 1940-е годы. В тот день она выступала внутри спаянного из металлической сетки шара: скреплявший трос мотоцикл протёрся, и девушку на полной скорости вышибло из седла и бросило о железо на глазах у зрителей. Есть свидетельства, что случившимся был потрясён актёр и певец Александр Вертинский, направивший телеграмму со словами «Бедная Наташенька, допрыгалась. Вот теперь лежит, как поломанная кукла, усталая игрушка в руках больших детей». В своём дневнике Юрий Нагибин писал, что Тале было очень тяжело ступать после травм даже на костылях. Тем не менее, она восстанавливалась даже после таких травм и продолжала выступать.
Судьбы партнёров Тали по аттракциону сложились трагически: так, Юрий Нагибин упоминал, что Александр Смирнов вскоре ушёл из цирка и спился; другой партнёр Тали по аттракциону, известный гонщик Леон Айказуни разбился насмерть во время представления. Пригласивший её в аттракцион Григорий Левитин (отец художественного руководителя труппы Михайловского театра Михаила Мессерера) покончил в 1966 году с собой в доме Большого театра: по мнению семьи, постоянный риск во время представлений расшатал психику Григория.
Согласно одному свидетельству Андросовой, летом 1953 года она продемонстрировала своё мастерство циркового вождения за рулём автомобиля постовому милиционеру у ресторана гостиницы «Советская», хотя этому предшествовали неприятные события. Автомобиль принадлежал другу Натальи писателю Юрию Нагибину, который в тот день обедал в ресторане гостиницы и слишком много выпил. Милиционер собирался отобрать права у пьяного Нагибина, пытавшегося сесть за руль, и пригрозил отвезти машину на штрафстоянку. Наталья, совершив несколько рискованных кругов вокруг колец клумбы и затем вручив милиционеру билеты на ближайшее цирковое представление, убедила его не наказывать Нагибина. Когда машина с Натальей за рулём скрылась за углом, Нагибин сам пересел за руль, чтобы добраться до дома. По свидетельствам самого Юрия, в тот день он действительно возвращался из ресторана вместе с подругой и оба были сильно пьяны, однако заступившаяся за них Наталья не только сама села за руль машины, но и в ответ на претензии постового по поводу пьянства Юрия крепко его обругала:

Я вынужден прибегнуть к опыту дореволюционных издателей «Пантагрюэля», заменявших многоточием целые главы, «в силу крайней непристойности», как обязательно сообщалось в сноске. То, что выдала Княжна лейтенанту, можно услышать во время пиратского бунта, ссоры биндюжников или грузчиков в одесском порту, на бандитском толковище перед вынесением смертного приговора.

Карьеру артистки цирка Таля завершила в 1967 году: с возрастом травмы стали давать о себе знать. Вплоть до начала 1990-х годов она приглашалась в качестве судьи на соревнования по мотоциклетному спорту.

## «Королева Арбата»
Юрий Нагибин утверждал, что Наталья была очень обижена на его супругу Елену Черноусову, которая якобы «отбила» у неё Юрия. Сама Таля вышла замуж за овдовевшего кинорежиссёра Николая Владимировича Досталя (1909—1959) и усыновила его малолетних сыновей Владимира и Николая. В 1959 году Николай Владимирович погиб на съёмках фильма «Всё начинается с дороги»: после смерти супруга Наталья больше не выходила замуж, посвятив себя воспитанию детей (хотя на какое-то время опекунство над детьми взяла их тётя Нина Владимировна). По воспоминаниям Николая Досталя-младшего, они называли тётю Нину своей матерью, а «тётю Наташу знали как лучшую папину подругу», которая превосходно готовила и обучила детей столовому этикету.
Андросова была знакома с Юрием Нагибиным и его будущей супругой акробаткой Адой Паратовой, Александром Галичем, Александром Вертинским, клоуном Карандашом и его женой Тамарой, Юрием Никулиным и другими известными деятелями искусства. Чаще всего она появлялась в одной компании с Нагибиным, Паратовой и Галичем, которую называли в шутку «неразлучной четвёркой». От творческой интеллигенции она удостоилась прозвища «Королева Арбата» за элегантный образ: в одежде она предпочитала строгий английский стиль, почти всегда носила галифе и краги. За манеры и образ друзья иронично называли её «Княжной», не догадываясь о близости к истине их догадок о происхождении Андросовой. Таля оставалась едва ли не самым влиятельным представителем творческой интеллигенции, жившим на Арбате: по словам Юрия Нагибина, так было вплоть до восхождения звезды Булата Окуджавы. Всё тот же Нагибин в своём дневнике писал, что ему было известно происхождение Тали:

[…] в жилах Наташи текла царская кровь. Правда, ее отец Романов, белая ворона в державной семье, был лишен великокняжеского сана за мезальянс — женился на женщине незнатного происхождения. Таким образом, Наташа оказалась не великой, а простой княжной, но крестила ее греческая королева.

Андрей Вознесенский встретил впервые Наталью в 1964 году благодаря рассказам Александра Межирова. Он изначально не доверял Межирову, полагая, что тот приукрашивал описание выступлений Натальи, пока лично не увидел её в парке Горького. По словам Андрея Андреевича, это была «потрясающая женщина» не только с прекрасной внешностью, но и с «чрезвычайным благородством и редким чувством юмора». Наталья всегда держала в машине сборник стихов Бориса Пастернака и, по признанию, даже читала про себя стихи во время выступлений. Ещё одним другом Натальи Николаевны был Юрий Канский, который поддерживал с ней отношения с 1985 года. Наталья Николаевна Андросова была двоюродной сестрой его матери, Елены Сергеевны Аладжаловой. У самого Канского хранились 68 писем, полученных от Тали.
В «оттепель» про мотогонщицу писали в советских газетах, и вскоре после этих публикаций Тале передала весточку вдова её отца, жившая в Париже — Наталья Константиновна Ханыкова (30 декабря 1893 (11 января 1894) — 20 апреля 1982 года. От неё она узнала, что Александр Николаевич Искандер умер в 1957 году и похоронен на кладбище в Ницце, а также получила несколько отцовских рассказов. В дальнейшем Наталья проживала в доме 1 по улице Молодогвардейской, в районе станции метро «Молодёжная», в однокомнатной квартире на седьмом этаже. Входную дверь она редко закрывала на ключ, компанию ей составлял только сенбернар по кличке Малыш, которого она когда-то подобрала на улице и выходила. Несколько раз Наталья выезжала в Венгрию, где по два месяца проживала у друзей.

## Последние годы жизни
С начала 1990-х к Наталье Николаевне как единственной представительнице Романовых, проживавшей в России, с разными предложениями обращались различные монархические организации (в том числе и зарубежные объединения), однако она предпочла остаться в стороне от монархического движения. Она говорила, что у неё было достаточно много родственников за границей, однако о них она слышала только из средств массовой информации, но не общалась с ними лично. Один раз ей довелось встретиться с великой княгиней Леонидой Георгиевной Багратион-Мухранской, когда та посещала Россию. Комментируя вопрос реставрации монархии, Наталья Николаевна оговаривалась, что не претендовала на российский престол. При этом она удостаивалась торжественных приёмов в Павловском, Александровском и Константиновском дворцах Петербурга, а в Константиновском даже сумела на костылях по шаткой лестнице забраться на крышу. Журнал Royalty посвятил княжне большую статью со множеством фотографий. Интервью у Натальи Николаевны брал писатель и драматург Эдвард Радзинский, который собирал материалы для публикации книги о Николае Константиновиче. На вопрос Радзинского о наличии каких-либо воспоминаний о её великом деде она ответила, что не помнила его самого, но помнила его руки и все картины, висевшие во дворце.
Наталья Николаевна мечтала побывать на могиле отца, хотя этому препятствовали не столько её проблемы со здоровьем, сколько нехватка денежных средств. В 1996 году история Натальи Александровны в виде интервью, взятого Ольгой Луньковой, была опубликована в журнале «Огонёк». Через год 80-летняя Наталья Александровна получила финансовую помощь от некоего благотворителя (согласно журналу «Огонёк», тот пожелал остаться неизвестным) и наконец-то приехала во Францию и посетила могилу отца. Выяснилось, что в одной могиле покоилась и мачеха Натальи, которая некоторое время ухаживала за могилой Александра Николаевича. С могилы отца Наталья взяла горсть земли, которую увезла домой на родину. Княжна была приглашена Правительством Российской Федерации на перезахоронение останков расстрелянной царской семьи и слуг, которое состоялось в Санкт-Петербурге 17 июля 1998 года. Однако из родственников к ней в тот день подошёл пообщаться только Николай Романович. На поминальной службе она познакомилась с депутатом Государственной думы Галиной Старовойтовой, с которой много разговаривала и даже планировала встретиться снова. Однако спустя несколько месяцев Старовойтова была убита. На той же церемонии присутствовал и принц Михаил Греческий, внук Ольги Константиновны Романовой и сын её младшего сына Христофора, приходившийся кузеном Наталье Николаевне. Наталья Николаевна также говорила, что герцог Эдинбургский Филипп, супруг британской королевы Елизаветы II, приходился ей троюродным братом.
В 1999 году принц Михаил Греческий прилетел в Москву для встречи с кузиной: он готовился к написанию книги о Николае Константиновиче, для чего постоянно вёл работу с российскими государственными архивами. В организации встречи принца Михаила и Натальи участвовал один из московских друзей принца Михаила, журналист Юрий Канский. В разговоре с родственником она поделилась не только историей своей жизни, но и своими воспоминаниями о деде. Принц Михаил утверждал, что в самом конце разговора с ним княжна Наталья произнесла фразу «Он не виноват!», что князь Михаил истолковал как слова внучки в защиту её деда, великого князя Николая Константиновича. Вернувшись в Париж, принц Михаил написал биографию Николая Константиновича «La nuit blanche de Saint-Petersbourg» (фр. Белая ночь Санкт-Петербурга). Книга вышла в 2000 году, уже после смерти Натальи, а в 2002 году вышел русский перевод книги под названием «В семье не без урода: Биография Великого князя Николая Константиновича». Последним человеком, который успел взять интервью у Натальи Андросовой, была журналистка «Вечерней Москвы» Татьяна Калмыкова.
Наталья Николаевна Андросова (урождённая Наталья Александровна Искандер) скончалась 25 июля 1999 года в Москве. Её знакомая, журналистка Елизавета выяснила, что летом 1999 года Андросова поехала к друзьям на дачу, не предупредив их об этом. Однако ни через неделю, ни через месяц её не обнаружили на даче. В результате долгих поисков Наталью Николаевну обнаружили в одной из больниц: она перенесла инсульт, потеряла память и утратила возможность говорить, не в силах объяснить, кто она и где живёт. Журналистка по имени Елизавета навестила Наталью Николаевну за сутки до её кончины: по словам принца Михаила Греческого, княжна перед смертью узнала свою знакомую. С её смертью окончательно угас род Искандер. Останки Натальи Николаевны были кремированы и захоронены в закрытом колумбарии Ваганьковского кладбища недалеко от захоронений матери Ольги, брата Кирилла и его супруги Марины.

## Образ в культуре
Буду ждать привета, слова, вести,

Где бы жить теперь ни довелось,

Если уж нельзя быть вместе, вместе,

Будем хоть, покуда, вместе — врозь!
Александр Галич. Начальные строки стихотворения «Наташеньке»
- Наталья стала прототипом мотогонщицы Лены, главной героини романа Юрия Казакова «Две ночи» («Разлучение душ»), в которой была описана довоенная и военная биография Тали. Важнейшим отличием сюжета от реальности было то, что в повести Лена-мотогонщица погибала в результате взрыва бомбы на крыше арбатского дома[2]. Роман остался незаконченным в связи со смертью Казакова[26].
- В августе 1953 года Александр Галич вручил Андросовой сборник стихов Анны Ахматовой «Чётки», на первой странице которого было записано его собственное стихотворение «Наташеньке»[2].
- Андрей Вознесенский посвятил Наталье Андросовой стихотворение «Мотогонки по вертикальной стене», датируемое 1960 годом. За год до этого вышел рассказ В. Ю. Драгунского «Мотогонки по отвесной стене» с похожей фабулой о том, как мальчишки решили покататься на велосипеде с мотором в отсутствие хозяина. О. О. Пичугина писала, что в рассказе Драгунского не упоминается прямо Наталья Андросова, но на неё есть прямая отсылка из монолога главного героя Дениса Кораблёва: «Я видел, в парке культуры так мчалась отважная артистка»[52].
- Свои впечатления от увиденного в детстве выступления Андросовой в цирке описывал ленинградский прозаик Юрий Зверев в книге «Размышления о жизни и счастье»[10].
- Воспоминания о дружбе с Андросовой Юрий Нагибин воспроизвёл в одной из глав книги «Срочная командировка, или Дорогая Маргарет Тэтчер»[2], а также упоминал их в своём «Дневнике»[26].
- Стихи и произведения Наталье посвящали в разные годы также Александр Межиров и Евгений Евтушенко[2].

## Комментарии
1. ↑  В других источниках указывается дата рождения 10 февраля 1916 года[8], 3 февраля 1917 года (21 января по старому стилю)[9] или 23 февраля 1917 года[10][11]. Дата 3 февраля 1917 года, согласно журналисту Юрию Канскому, указана в выдержке из метрической книги, сохранившейся в петербургском архиве[5].
2. ↑  Александр Смирнов — сын иллюзиониста и гипнотизёра Николая Смирнова, известного под творческим псевдонимом «Орнальдо»[12].
3. ↑  По другой версии, приводимой в беседе Тали с Михаилом Греческим, это был аттракцион семейной пары акробатов из Германии, показывавших номера на мотоцикле: перед войной они «сгинули», а реквизит вместе с мотоциклами остался[25]. По мнению Леонида Лазарева и Ирины Зубовой, в действительности руководство пыталось таким образом вытеснить иностранцев с отечественной цирковой арены и дать дорогу советским артистам[29].
4. ↑  По одним данным, это произошло в 1942 году[2][12][10], по другим — в 1943 году[6][5][33].
5. ↑  Нагибин здесь перепутал деда Натальи, великого князя Николая Константиновича, с её отцом Александром Николаевичем.